# Sceloporus zosteromus
Sceloporus zosteromus (баха-каліфорнійська колюча ігуана) — вид ігуаноподібних ящірок родини фриносомових (Phrynosomatidae). Ендемік Мексики.

## Підвиди
Виділяють три підвиди:
- Sceloporus zosteromus zosteromus Cope, 1863;
- Sceloporus zosteromus monserratensis Van Denburgh & Slevin, 1921;
- Sceloporus zosteromus rufidorsum Yarrow, 1882.

## Поширення і екологія
Баха-каліфорнійські колючі ігуани мешкають на півострові Каліфорнія, від Енсенади на південь до Кабо-Сан-Лукаса, а також на островах Седрос, Магдалена і Санта-Маргаріта в Тихому океані та на островах Коронадос, Кармен, Монсеррат, Сан-Хосе, Партіда і Еспіриту-Санто в Каліфорнійській затоці. Вони живуть в чагарникових заростях, чапаралі, пустелях і напівпустелях, на прибережних дюнах та в арройо (балках), порослих рослинністю. 